# A Transilien vasútállomásainak listája
Ez a lista a Párizs környéki, a Transilien által kiszolgált vasútállomásait sorolja fel.